# Aslı Çakır Alptekin
Aslıhan Çakır Alptekin, més coneguda com a Aslı Çakır Alptekin (Antalya, 20 d'agost de 1985) és una atleta turca. Va guanyar la medalla d'or en 1500 m. als Jocs Olímpics d'Estiu de 2012 a Londres, però la medalla li fou retirada per dopatge.
El setembre de 2017 fou suspesa de per vida, en donar positiu per tercera vegada en una prova de dopatge.